# BCCIP
BCCIP‏ (BRCA2 and CDKN1A interacting protein) هوَ بروتين يُشَفر بواسطة جين BCCIP في الإنسان.